# Provincia Fianarantsoa
Provincia Fianarantsoa este o fostă provincie din Madagascar. Are o suprafață de 103.272 km2 și o populație de 3.366.291 de locuitori (estimarea din iulie 2001). Capitala sa a fost  Fianarantsoa. Provincia împreună cu celelalte 5 a fost desființată în 2007 în favoarea creării unor regiuni mai mici pentru a facilita administrarea.
În afară de capitală, cele mai importante orașe au fost Andohapatsakana, Alakamisy, Fianarantsoa și Fanjakana. Provincia a găzduit patru parcuri naționale majore: Parcul Național Ranomafana, Midongy Du Sud, Parcul Național Isalo, și Andringitra. Acesta a fost frecvent menționat prin forma sa prescurtată de „Fianar”. Fianarantsoa înseamnă „Educație bună”.

## Diviziuni administrative
Provincia Fianarantsoa a fost împărțită în cinci regiuni din Madagascar - Atsimo-Atsinanana, Amoron'i Mania, Haute Matsiatra, Ihorombe și Vatovavy-Fitovinany. Aceste cinci regiuni au devenit diviziunile administrative de prim nivel atunci când provinciile au fost desființate în 2009. Acestea sunt subdivizate în 23 de districte:
- Regiunea Atsimo-Atsinanana:
  - 5. Befotaka
  - 7. Farafangana
  - 19. Midongy-Sud
  - 21. Vangaindrano
  - 23. Vondrozo
- Regiunea Amoron'i Mania:
  - 2. Ambatofinandrahana
  - 4. Ambositra
  - 6. Fandriana
  - 17. Manandriana
- Regiunea Haute Matsiatra:
  - 1. Ambalavao
  - 3. Ambohimahasoa
  - 8. Fianarantsoa Rural
  - 9. Fianarantsoa Urban
  - 13. Ikalamavony
- Regiunea Ihorombe:
  - 10. Districtul Iakora (Iakora)
  - 12. Districtul Ihosy (Ihosy)
  - 15. Districtul Ivohibe (Ivohibe)
- Regiunea Vatovavy-Fitovinany:
  - 11. Ifanadiana
  - 14. Ikongo
  - 16. Manakara-Atsimo
  - 18. Mananjary
  - 20. Nosy Varika
  - 22. Vohipeno